# Heriades pretorii
Heriades pretorii là một loài Hymenoptera trong họ Megachilidae. Loài này được Cockerell mô tả khoa học năm 1946.